# Palpada pygolampa
Palpada pygolampa är en tvåvingeart som först beskrevs av Christian Rudolph Wilhelm Wiedemann 1830.  Palpada pygolampa ingår i släktet Palpada och familjen blomflugor. Inga underarter finns listade i Catalogue of Life.